# Ana-Maria Bamberger
Pour les articles homonymes, voir Bamberger.
Ana-Maria Bamberger est une dramaturge francophone d'origine roumaine qui travaille en français, anglais, allemand et roumain.

## Biographie
Ses pièces sont jouées dans des théâtres et aux festivals dans plus de 15 pays.
Originaire de Bucarest, Bamberger a étudié la médecine et travaillé dans la recherche médicale aux National Institutes of Health à Bethesda, Maryland (États-Unis) et au Centre Médical Universitaire de Hambourg (Allemagne). Elle a commencé à écrire des pièces de théâtre en 2003. Elle a participé à la masterclass d'écriture dramatique de Stephen Jeffreys au Royal Court Theater à Londres (2011)
Olga Tudorache, une des plus grandes actrices roumaines, a joué dans ses trois premières pièces,,.

## Sélection de pièces et de productions
- 2003 : Novembre : Bucarest, Théâtre National Bucarest (titre roumain : Noiembrie)[3]
- 2004 : Poisson et petits pois : Bucarest, Theatrum Mundi / Théâtrre Metropolis (titre roumain : Peste cu mazare)[2] ; 2008 Munich, Théâtre Rosstall (titre allemand : Martha, Marina)[5] ; 2011, New York City, Davenport Studio, lecture scénique avec Mary Lou Wilson (lauréate d'un Tony Award) et Mary McCann[6] ; 2016 et 2017 Avignon, Théâtre La Luna[7] ; 2018 Paris, Théâtre Funambule Montmartre[8]
- 2008 : Le Portrait de Madame T. : Bucarest, Théâtre Arcub / Petit Théâtre (Teatrul Mic) (titre roumain : Portretul doamnei T.)[4] ; 2008 Allemagne, Théâtre EuroCentral Bonn (titre allemand : Das Portrait der Donna T.)[9] ; 2011, Prague, Théâtre ABC (Divadlo ABC) ; 2022, Paris, Le Guichet Montparnasse[10] ; adaptation radio - Théâtre National Radiophonique Bucarest, lauréat prix Uniter[11]
- 2010 : Belvédère : Allemagne, Kontraste Theater Hambourg / Vagantenbühne Berlin ; 2011 : Roumanie, Théâtre Classique Arad ; 2012 : Londres, White Bear Theatre ; 2020 et 2024 : Paris, Théâtre Le Guichet Montparnasse ; 2021 : Madrid, Teatro Sanchinarro & Teatro Carril del Conde ; 2021 : Old Red Lion Theatre ; adaptation radio - Théâtre National Radiophonique Bucarest, nomination pour le prix Uniter
- 2010 : Three O'Clock : Roumanie, Théâtre National Sibiu, Section allemande ; 2010 Munich, Théâtre Rosstall[5] ; 2021 Allemagne, Stadttheater Weilheim[12] ; adaptation radio - Théâtre National Radiophonique Bucarest, Prix de la meilleure actrice, Grand Prix Nova[13]
- 2011 : 10 Questions : Brighton, Marlborough Theatre[14] ; 2012 Roumanie, Théâtre Anton Pann (titre roumain : 10 Întrebari) ; 2014 Allemagne, Théâtre Lichthof Hambourg (titre allemand : 10 Fragen) ; adaptation radio - Théâtre National Radiophonique Bucarest[15]
- 2011 : Blind Date : Allemagne, Kontraste Theater Hambourg
- 2011 : Taxi Blues : Bucarest, Théâtre Nottara et Théâtre National
- 2013 : Le Rocher (co-écrit avec Christoph M. Bamberger) : Allemagne, Théâtre Paderborn (titre allemand : Der Stein) ; 2014 Paris, Théâtre Studio Hébertôt (après : Théâtre Essaion Paris 2015, Festival Avignon Off - Théâtre des Corps Saints 2015)[10] ; 2014 Londres, Tristan Bates Theatre (titre anglais : Rock and a Hard Place)[16] ; 2019 Salzbourg, Kleines Theater (Petit Théâtre)[17] ; adaptation radio - Théâtre National Radiophonique Bucarest (titre roumain : Pietroiul)
- 2017 : Cambriolage : Bucarest, Théâtre d'auteurs dramatiques roumains (Teatrul Dramaturgilor Români) (titre roumain : Infractorii)[18] ; 2019 Paris, Théâtre Le Guichet Montparnasse[10]
- 2018 : Parler avec toi : Paris, Théâtre Le Guichet Montparnasse[10] ; 2022 Bucarest, Teatrelli (titre roumain : Să vorbesc cu tine) ; adaptation radio - Théâtre National Radiophonique Bucarest
- 2023 : Une nuit entière : Paris, Théâtre Le Guichet Montparnasse[10] ; Londres, White Bear Theatre[19]
- 2024 : Le Paradoxe du désir : Paris, Théâtre Le Guichet Montparnasse[10] ; 2024 : Avignon, BA Théâtre ; adaptation radio - Théâtre National Radiophonique Bucarest (titre : Cvadratura cercului)
- 2025 : Carpe diem : Paris, Théâtre Funambule Montmartre